# 스띠엥족
스띠엥족(베트남어: Xtieng)은 베트남과 캄보디아의 민족이다. 그들은 몬크메르어족의 바나리어군에 속하는 언어인 스띠엥어를 사용한다.
대부분의 스띠엥족은 베트남 남동부의 빈프억성(2009년 81,708명) 에 살고 있다. 캄보디아에서는 크메르 로에우라는 명칭으로 비크메르족을 지칭하는 단체로 분류된다.